# エドワード王の椅子

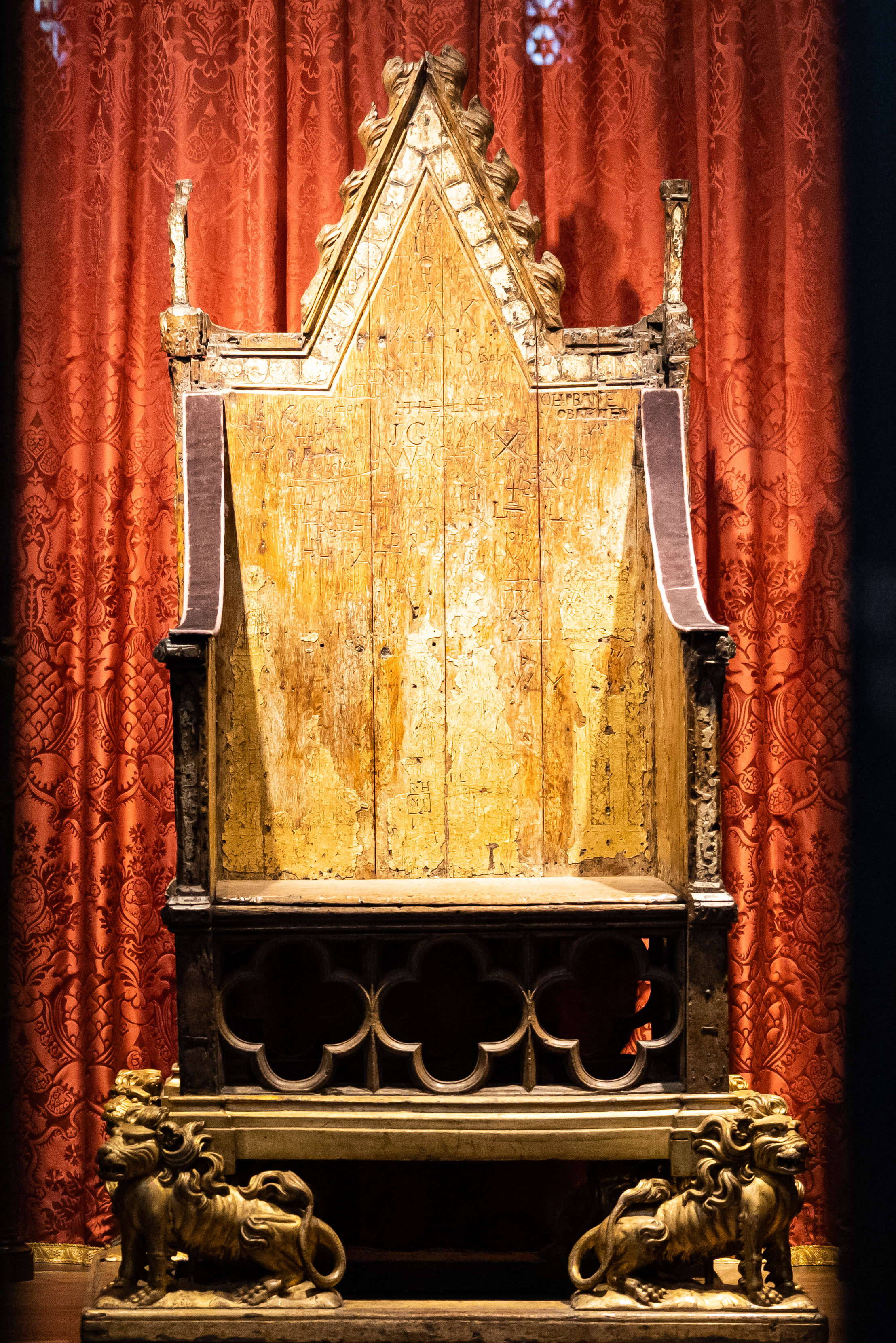
2023年撮影。スクーンの石は嵌め込まれていない。

エドワード王の椅子（エドワードおうのいす、英: King Edward's Chair）は、イギリス国王が戴冠式で即位の宝器を授けられ王冠を戴く際に座る、古くから伝わる木製の椅子。この椅子は1296年にエドワード1世が注文して作らせたもので、かつてスクーン修道院にあってエドワード1世が戦利品としてスコットランドから奪ったスコットランド王の戴冠式で使われる石 ―いわゆるスクーンの石― を収めるためのものだった。この椅子の名前はエドワード懺悔王にちなむものであり、かつてはウェストミンスター寺院の彼の廟に置かれていた。

## 由来
1296年にエドワード1世は、パースシャーのスクーン修道院から「スクーンの石」（運命の石）と呼ばれる一塊の砂岩を奪い取った。この石はそれまで何世紀にもわたってスコットランド王たちが戴冠する時に座った石だった。エドワード1世は石をイングランドに持ち帰り、その収納用としてこの椅子を作らせた。背もたれの高いゴシック様式のこの肘掛け椅子は、名工として知られる職人のウォルター・オブ・ダラムが1297年の夏から1300年の3月にかけてのいずれかの時期にオーク材を彫って作ったものである。エドワード1世は当初は青銅で作らせようとしたが、気が変わって木製がよいと決めた。完成当初の椅子は金箔と色ガラスで覆われていたが、その多くは今は失われている。この椅子は、制作者が特定できる英国家具としては最も古いものである。この椅子は元々は戴冠式で使うことを意図したものではなかったが、14世紀のいずれかの時点でイングランド王の戴冠式で用いられるようになり、確実にそうと分かるのは1399年のヘンリー4世の戴冠式である。17世紀に木製の座面が増設されるまで、王たちはスクーンの石に直接腰を下ろしていた.。
1689年にウィリアム3世とメアリー2世が共同統治者になった際、戴冠式用に2脚の椅子が必要になった。そしてウィリアム3世が元の椅子を使い、メアリー2世には新しい椅子が制作された。この椅子は今も修道院に収蔵されている。
16世紀には金箔を施したライオン像が椅子の脚となったが、これらは1727年に全て取り換えられた。1821年のジョージ4世の戴冠式の際、4頭のライオンのうち1頭の頭部が新しくされた。制作当初の椅子は金箔と彩色が施されてガラスのモザイクがちりばめられ、よく観察するとその痕跡を視認できる。特に背面には葉飾りや鳥や動物を描いた輪郭が残っている。今は消えてしまっているが、かつては一頭の獅子の上に両足を乗せた王の姿がやはり背面に描かれており、モチーフはエドワード懺悔王かエドワード1世と考えられる。現在、椅子の外見は古びて脆くなった木材のそれである。

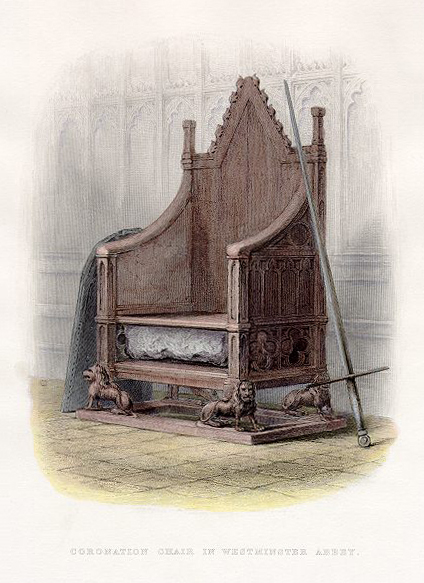
1859年に描かれたウェストミンスター寺院のエドワード王の椅子。スクーンの石がはめこまれている。

18世紀の頃は、観光客は聖堂番に心付けを渡してこの椅子に座ることができた。昔の観光客やこの寺院の聖歌隊の少年歌手らはこの椅子に自分のイニシャルやその他の落書きを刻み込み、記念品を持ち帰ろうという人々によって隅柱はひどく損傷した。戴冠式の際に装飾の布地を留めるため釘を何本も木製部に打ち込むこともしばしば行なわれ、ヴィクトリア女王の在位50周年記念の際には全面を茶色に塗られた。ゴシック・リヴァイヴァル建築家で古物収集家のギルバート・スコット卿は、この椅子について「素晴らしい装飾作品だが、ひどく傷んでいる」と記した。
1914年6月11日午後5時40分にこの椅子はサフラジェットが実行犯と思われる爆弾テロの標的となった。この爆発で椅子の隅が欠けた。爆発は寺院の壁を揺るがすほど強く、ウェストミンスター宮殿の中でも聞こえるほど派手なものだったが、その場に居た70名に怪我は無く、椅子は元通り忠実に修復された。
制作されてから今日までの8世紀にわたり、この椅子がウェストミンスター寺院から他所へ移されたのは2回だけである。1回目は、オリバー・クロムウェルがイングランド共和国の護国卿に就任する際の、ウェストミンスター・ホールでの儀式のためだった。2回目は第二次世界大戦中、ドイツ空軍の空爆で損傷・破壊される危険性に鑑み、ロンドン市外へ移されたものである。1939年8月24日にスクーンの石は人里離れた場所に移された。一方で椅子はトラックに積まれ、運転手の他に2人の刑事が付き添い、グロスター大聖堂に運び込まれ、聖堂の主任司祭と建築士が受取証に署名した。翌日に5人の大工が到着し、大聖堂の地下室にあるアーチ形のアルコーブ（壁のくぼみ）の屋根部分を材木で支えるよう補強した上で、このアルコーブの中へ椅子を移した。ここは避難場所として格好だったため、化石化したオークで13世紀に作られグロスター大聖堂に置かれていたロベール2世の像が椅子の上に置かれた。そしてアルコーブの前面は砂嚢で封鎖された。椅子は戦争中そこに留まった。一方でメアリー2世が戴冠式で使った椅子は安全のためウェストミンスター寺院からウィンチェスター大聖堂へ移された。
1950年のクリスマスの日、スコットランドの国粋主義者たちがウェストミンスター寺院に押し入ってスクーンの石を奪い、その際に椅子と石に傷がついた。石は1953年のエリザベス2世の戴冠式までに取り戻された。1996年にスクーンの石はスコットランドに返還されエディンバラ城に置かれることになったが、戴冠式の際にはイングランドに戻されるという条件がついている。
現在この椅子は厳重に保護され、その安全な場所（ウェストミンスター寺院の身廊のセント・ジョージ礼拝堂の台座にあるガラス壁）から外に出されるのは、戴冠式の際に出席者の面前となる主祭壇の傍へ運び出される時だけである。2010年から2012年にかけて、寺院の一般来訪者の目の前で専門家チームが椅子のクリーニングと修復を行なった。2023年初めにはチャールズ3世とカミラ妃の戴冠式に備えて、さらなる保存修復処理が施された。

## 戴冠式で使われるその他の椅子
戴冠式で使われる椅子は他にもある。

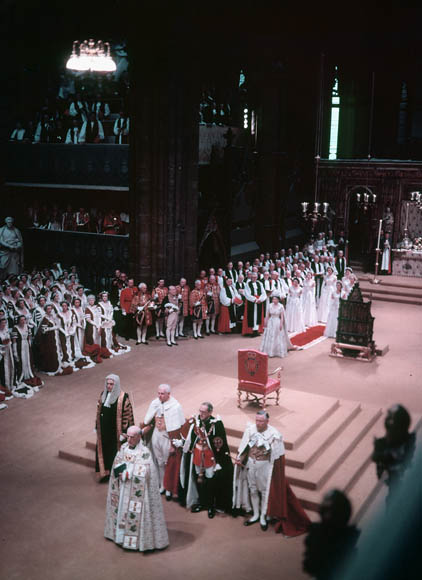
1953年のエリザベス2世の戴冠式におけるエドワード王の椅子（右）と玉座（中央）

国王と配偶者それぞれが座るチェア・オブ・エステート (Chairs of Estate) はクワイヤの南側に置かれ、国王を聖別し聖エドワード王冠を戴冠する前の、礼拝式の冒頭で使われる。さらに、即位式と呼ばれる式典の一部とそれに続く忠誠の宣誓においては、王はエドワードの椅子でなく、袖廊の中ほどの演壇上に置かれた玉座に座る。王の妻（いわゆる王妃）が戴冠する際には、王の隣に座れるよう同様の玉座が用意されるが、王より低い位置に腰かけるようになっている。
エドワード王の椅子とは異なり、玉座など他の椅子は戴冠式のたびに新しく作られることが多い。式の後は、王宮の玉座の間に置かれたりする。1953年のエリザベス2世の戴冠式で使われたチェア・オブ・エステートは、ジョージ6世およびエリザベス妃のチェア・オブ・エステートと共に、バッキンガム宮殿の玉座の間で見ることができる。1953年の戴冠式の玉座はウィンザー城のガーター・スローン・ルーム (Garter Throne Room) にあり、エドワード7世とアレクサンドラ妃の玉座はバッキンガム宮殿の舞踏室に置かれている。ジョージ5世とメアリー妃の玉座はエディンバラのホリールード宮殿の玉座の間にある。